# Пушная форель
Пушная форель — вымышленное существо из североамериканского фольклора, якобы обнаруживавшееся в Арканзасе, северных областях Северной Америки и в Исландии. Согласно легендам, форель приобрела толстый слой меха в результате эволюции, чтобы сохранять температуру своего тела. Первые легенды о пушных рыбах датируются XVII веком; более поздними являются легенды о «мохнатой форели» в Исландии. Самая ранняя известная американская публикация о таком существе датируется статьёй 1929 года в журнале Montana Wildlife, написанной Дж. Х. Хиккеном. Чучело «пушной форели», сделанное Россом С. Джобом, выставлено в качестве экспоната в Королевском музее Шотландии; оно представляет собой форель с «гениально» (по мнению таксидермистов музея) приделанным к ней мехом белого кролика. Никаких настоящих образцов каких-либо пушных видов форели никогда не обнаруживалось, но известны два примера нароста у рыб, подобного волосам. Род оомицет Saprolegnia, которую иногда называют «хлопковая плесень», может заразить рыбу, которая в результате этого покрыта подобием белого «меха». Кроме того, реально существующая рыба под названием Mirapinna esau, также известная как «волосатая рыба», имеет похожие на волосы наросты и крылья.

## Общее описание
Пушная форель — вымышленное существо из фольклора, которое якобы обнаруживали в Арканзасе, северной части Северной Америки и Исландии. В большей части легенд (которые правильнее назвать небыличками) говорится, что в водах озёр и рек в этом районе якобы так холодно, что один из видов форели в результате эволюции «отрастил» толстый слой меха, чтобы сохранять температуру своего тела. В других легендах говорится, что причиной появления пушных форелей являются четыре кувшина — или две бутылки — с тоником для роста волос, случайно вылитых в реку Арканзас.
О происхождении легенды ведутся споры, но одним из ранних рассказов о таком существе являются письма шотландского эмигранта XVII века, которые он отправил своим родственникам и в которых рассказывал о «пушных зверях и рыбах», которые в изобилии водятся в Новом Свете. В ответ на письма последовала просьба добыть образец такой «пушной рыбы», и один подобный был якобы отправлен им домой. Перепечатка в 1900 году описывает исландского Льёдсилюнгура, другой пример «пушной форели», как элемент традиционного фольклора. Самая ранняя известная американская публикация о таком существе датируется статьёй 1929 года в журнале Montana Wildlife авторства Дж. Х. Хиккена.
«Хлопковая плесень» Saprolegnia иногда, заражая рыбу, вызывает появление и последующий рост на её теле пучков, внешне похожих на мех. Тяжёлая инфекция приводит к смерти рыбы, и, поскольку грибок продолжает расти и после гибели животного, мёртвая рыба, большая часть тела которой покрыта белым «мехом», действительно может иногда быть найдена прибитой к берегу. Реально существующая рыба, Mirapinna esau, известная также как «волосатая рыба», имеет похожие на волосы наросты и крылья. Эта рыба была обнаружена у Азорских островов в 1956 году.

## Исландия
Согласно исландским легендам, Льёдсилюнгур представляет собой пушную форель, которая якобы создана демонами и великанами. Льёдсилюнгур описывается как несъедобная рыба, обитающая на дне рек и являющаяся одной из форм наказания за человеческие пороки. В 1900 году в The Scottish Review была опубликована статья о Льёдсилюнгуре как о ядовитой «мохнатой форели», якобы обитающей у берегов северной Исландии. В 1854 году «лохматая форель» якобы была «найдена на берегу в Свина-Ватн» и затем изображена на иллюстрации в газете Nordri в 1855 году. Согласно описанию, у неё были рыжеватые волосы на её нижней челюсти и шее, боках и плавниках, но автор статьи в Nordri не идентифицировал её по какому-то конкретному названию. Сьон Сигурдссон, популярный исландский писатель, был одержим этой историей, когда ему было девять лет. Сьон рассказывал, что, как он слышал, если мужчина съест пушную форель, то забеременеет и должен будет разрезать себе живот, чтобы извлечь ребёнка. Сьон отметил, что эта история «может объяснить, почему позже я стал склонен к сюрреализму».

## США
Статья о пушной форели появилась в 1929 году в журнале Montana Wildlife, её автором был указан Дж. Х. Хиккен. В заметке Хиккена сообщалось, что, когда рыба была поймана, «разница между температурами воды, где она обитала, и атмосферы была настолько велика, что рыба взорвалась, когда была извлечена из воды, мех и кожа оторвались в виде одного прекрасного куска, который был доступным для использования в коммерческих целях, а тело рыбы сохранилось для целей заморозки или еды, как того и хотелось».
История о пушной форели рассказывалась также Уилбуром Фошуэем, секретарём Торгово-промышленной палаты. Фошуэй рассказывал свою историю так убедительно, что она была подхвачена газетой Salida Record. По словам Фошуэя, форель якобы обрастает мехом из-за холодной температуры воды в реке Арканзас и сбрасывает мех, когда в летний период температура воды нагревается. В ноябре 1938 года статья в Puebloan Cheiftan перепечатала историю о волосатой форели; в ней говорилось, что «[ста]рожилы, живущие вдоль реки Арканзас около Салиды, в течение многих лет рассказывают истории о пушной форели, являющейся коренным обитателем тамошних арканзасских вод». В 2014 году репортёры из телепередачи Mysteries at the Museum посетили Музей Салиды и, как ожидается, покажут репортаж о нём в конце 2014 года.
Фантастическая история о пушной форели была рассказана С. И. Шлоссером: в ней говорится, что появление волосатых форелей было результатом случайного выливания двух бутылок или четырёх кувшинов тоника для роста волос, и рыбак, ловивший её, вступил в сделку с парикмахерами, выуживая рыбу из воды, за что получал от парикмахеров, которые показывали эту рыбу желающим купить тоник, бесплатную стрижку или бритьё. Ещё одна легенда о якобы существующей волосатой форели известна в американском штате Мэн, она была напечатана в сборнике «Mythick county’s Preservation Restoration Of Oddities Forever». В этой смешной истории рассказывается о тюремщике, который ловил такую рыбу с помощью устройства Брэннока и измерял пойманые экземпляры, сравнивая их длину со своей ступнёй. Он, как сообщается, отпускал рыбу, если она не была достаточной длины, чтобы её мясо можно было употребить в пищу, а из меха — сделать пушистые тапочки.

## Канада
Канадская пушная форель — ещё один пример мистификаций, связанных с пушными форелями. Согласно канадской легенде, форель с белым мехом была поймана в озере Верхнем около Грос-Капа в Алгоме, Онтарио, Канада, после чего ей занялся таксидермист Росс С. Джоб. Покупатель рыбы узнал о мистификации после представления её в Королевский музей Шотландии. Белый мех кролика был описан учёными как «гениально» приделанный к рыбе. Описание вымышленной канадской «волосатой» форели было опубликовано Такеси Ямадой.